# Bildnis der Kunsthändlerin Johanna Ey
Bildnis der Kunsthändlerin Johanna Ey, auch als Mutter Ey bezeichnet, ist ein Gemälde von Otto Dix aus dem Jahr 1924. Es zeigt die Düsseldorfer Kunsthändlerin Johanna Ey in theatralisch strenger Pose vor einem bühnenbildartigen Hintergrund. Es wird nach dem Kunsthistoriker Wilhelm Hausenstein dem Verismus zugeordnet, einer Kunstrichtung, die den deutschen Expressionismus nach dem Ersten Weltkrieg überwunden hatte. Das Gemälde gehört zum Bestand der Kunstsammlung Nordrhein-Westfalen, Düsseldorf.

## Beschreibung und Hintergrund
Das Bild hat im Hochformat die Maße 140 × 90 cm und ist in der Maltechnik Öl auf Leinwand ausgeführt. Signiert ist es unten links am Sockel der Säule mit dem ligierten Kürzel OD 1924. Durch eine Förderung der Ernst von Siemens Kunststiftung wurde der Ankauf der langjährigen Leihgabe aus Privatbesitz für die Kunstsammlung Nordrhein-Westfalen möglich.
Otto Dix stellt die von ihm gemochte rundliche Johanna Ey im Stil und der Farbigkeit eines klassischen Herrscherbildnisses in der Ikonografie spanischer Herrscherporträts dar. Theaterübliche Requisiten, wie ein wallender roter Vorhang, im Hintergrund links eine massive Säule und eine Lichtführung von rechts oben, erzeugen eine Art Bühnenbild. Die Kostümierung der Frau, mit einem kronenartigen spanischen Kamm, einem violetten Kleid mit Pelzbesatz und einem schwarz glänzenden kleinen Tisch, ein Guéridon, auf dem ihre rechte Hand ruht als hielte sie ein Zepter, geben dem Werk den Charakter einer großen theatralischen Inszenierung. „Mutter Ey“, wie sie von ihren Künstlern genannt wurde, ist in diesem Porträt von Dix nicht als fürsorgliche Mutter für arme und verkannte Künstler dargestellt, sondern als selbstbewusste und selbstbestimmte Frau, die die Geschicke ihres Geschäfts mit fester Hand lenkt.
Der Künstler war ein scharfsichtiger Menschenkenner und schuf in jener Zeit herausragende Porträts, die sich durch eine exakte, alle Details wiedergebende Pinselführung auszeichnen. So entstanden die für ihn typischen teilweise karikierenden Überzeichnungen. In diesem Porträt von Johanna Ey sind dies eine Verstärkung von Doppelkinn und Wangen, eine Verniedlichung des Mundes, die Hervorhebung ihrer körperlichen Wölbungen und ihre Hände. In der traditionellen Malerei vergangener Jahrhunderte ist das Violett ihres Kleides sowohl die Farbe kirchlicher Märtyrer, als auch die trauender Könige. Johanna Ey wird somit zu einer Heiligen für die von ihr betreuten Künstler. In diesem Bild zeigt sich Otto Dix’ Überzeugung, dass die äußere Erscheinung aus der inneren, seelischen Verfassung eines Menschen hervorgehe.
Auffällig an der Porträtierten ist ihr Blick. Johanna Ey schaut Otto Dix und die heutigen Betrachter mit einem sowohl strengen, als auch erschrockenen Blick an; hier wird die eigentlich fest auf dem Boden stehende, resolute und erfolgreiche Frau differenziert gezeigt. Einerseits die nicht aus der Ruhe zu bringende Galeristin und Kunstmäzenin, als „feststehende Säule“ in chaotischer Zeit mit greifenden Händen, andererseits der zweifelnde unsichere Mensch in einer Krisenzeit, als der hektische Kunstbetrieb der 1920er Jahre alle künstlerischen Gewissheiten der Vergangenheit in Frage stellte. Nach Ansicht des Philologen und Dix-Kenners Otto Conzelmann hat dieser Blick allerdings etwas Naives, als wenn jemand zum ersten Mal fotografiert wird.
Johanna Ey hatte Erfolg mit ihrem Kunsthandel, so gelang ihr beispielsweise der Verkauf von einigen Zeichnungen von Dix, die noch in Dresden entstanden sind. 1921 lud sie den Künstler nach Düsseldorf ein. Mögliche Beziehungen zur dortigen Künstlergruppe Das Junge Rheinland waren für Dix dann für den Umzug ausschlaggebend. Johanna Ey gelang es außerdem, sein Bild Meine Eltern I von 1921 an das damalige Wallraf-Richartz-Museum in Köln zu verkaufen, ihre geschäftlich wichtigste Transaktion. Nach diesem Erfolg erteilte sie Otto Dix den Auftrag zu ihrem Porträt.
Auch andere Künstler der Gruppe Das Junge Rheinland, wie Hermann Hundt (Johanna Ey auf ihrem Diwan 1924), Peter Janssen (Mutter Ey schlafend 1929) oder Arthur Kaufmann (im Mittelpunkt des Werkes Die Zeitgenossen 1925) fertigten Bildnisse der Frau Ey.

## Provenienz
Das Bild kam 1924 nach der Fertigstellung in den Besitz von Johanna Ey, danach kam es zu dem Krefelder Seidenfabrikant und Kunstsammler Hermann Lange (1874–1942) und befand sich bis 2015 in einer Privatsammlung in Krefeld. Als Leihgabe wurde es in den Jahren 1985/1986 bis etwa 1990 im Kunstmuseum Düsseldorf und von 1999 bis 2018 in der Kunstsammlung Nordrhein-Westfalen ausgestellt. 2018 wurde es mit Unterstützung der Gesellschaft der Freunde der Kunstsammlung Nordrhein-Westfalen e.V., des Landes Nordrhein-Westfalen, der Ernst von Siemens Kunststiftung und der Kulturstiftung der Länder von der der Kunstsammlung Nordrhein-Westfalen in Düsseldorf erworben.

## Ausstellungen (Auswahl)
- Vom 18. Oktober bis 22. November 1925: Neue Sachlichkeit. Sächsischer Kunstverein, Dresden
- 1973: Die Zwanziger Jahre, Kontraste eines Jahrzehnts. Kunstgewerbemuseum, Zürich (Bezeichnung als „Mutter Ey“)
- 23. August bis 27. Oktober 1985: Otto Dix (1891–1969). Museum Villa Stuck, München
- 2. Dezember 1991 bis 9. Februar 1992: Otto Dix 1891–1991 – Arbeiten auf Papier, Ausstellung zum 100. Geburtstag in der Kunstgalerie Gera. (Orangerie und Otto-Dix-Haus)
- 14. November 2006 bis 14. Februar 2007: Glitter and Doom: Portraits from the Weimar Republic. Metropolitan Museum, New York
- 10. Februar bis 27. Mai 2017: Otto Dix. Der böse Blick / Otto Dix. The Evil Eye. Kunstsammlung Nordrhein-Westfalen, Düsseldorf, sowie vom 23. Juni bis 15. Oktober 2017 in der Tate Liverpool
- 6. Februar bis 1. Juni 2019: „Zu schön um wahr zu sein“. Das Junge Rheinland. Museum Kunstpalast, Düsseldorf